# La Menorquina
La Menorquina es una empresa dedicada a la fabricación y comercialización de helados y postres congelados de la compañía Lacrem S.A. Su mercado se centra en soluciones para el canal horeca y en la distribución de productos congelados.

## Historia
La Menorquina se fundó en 1940 por Fernando Sintes en Alayor, la isla de Menorca. En 1956, la compañía compra la empresa de chocolates La Tropical de Mahón en la que Sintes había trabajado como aprendiz. Posteriormente,  La Menorquina compra parte de la empresa de Barcelona Helados Marisa y, después, acaba fusionando con Beatrice Foods.
Poco después, la empresa sufre un incendio lo que provocó la construcción de una nueva fábrica.
En 1984 La Menorquina compró a la empresa Interglas S.A., fabricante de Helados Kalise, su fábrica de Alcalá de Guadaira (Sevilla) junto a la red comercial de Kalise en la península, quedándose Interglas S.A. con la fábrica de Helados y yogures Kalise de Las Palmas de Gran Canaria. 
A finales de la década de los de 90, la empresaria canaria Kalise adquiere La Menorquina convirtiéndose en Grupo Kalise Menorquina.
En abril del 2017, Farga Group adquiere La Menorquina en la península ibérica y Baleares, con la colaboración del fondo de inversión Black Toro Capital, a la empresa Grupo Kalise.
En octubre del 2017, la empresa vende la fábrica y las oficinas que tenía en Poblenou (antes fábrica de Frigo donde fabricaba Farggi, por 25 millones de euros.) y unifica su producción en la fábrica que tenía "La Menorquina" ubicada en Palau Solità i Plegamans y en Santa Perpètua de Mogoda.
En 2019, La Menorquina pasa a formar parte de Farggi La Menorquina (LACREM, S.A.) desvinculandose de Farga Group.

## Áreas de negocio
Pastelería congelada
Postres helados, tartas.
Helados
Heladería, helados, polos, heladería industrial, helados artesanos.